# Spoorlijn Étampes - Arpajon
De Spoorlijn Étampes - Arpajon was een Franse spoorlijn ten zuiden van Parijs van Étampes naar Arpajon. De lijn was 30 km lang.

## Geschiedenis
De lijn werd aangelegd door de Compagnie des chemins de fer de grande banlieue en geopend op 23 november 1911. Op 1 november 1948 werd de lijn gesloten en vervolgens opgebroken.

## Aansluitingen
In de volgende plaatsen is of was er een aansluiting op de volgende spoorlijnen:
Étampes
RFN 570 000, spoorlijn tussen Paris-Austerlitz en Bordeaux-Saint-Jean
RFN 570 906, bedieningsspoor van ZI Étampes
RFN 684 000, spoorlijn tussen Étampes en Beaune-la-Rolande
lijn tussen Corbeil en Étampes
Arpajon
RFN 550 000, spoorlijn tussen Brétigny en La Membrolle-sur-Choisille